# Lavertezzo Valle
Ne doit pas être confondu avec Lavertezzo.
Lavertezzo Valle est une localité de la commune de Verzasca du district de Locarno, dans canton du Tessin, en Suisse. Elle est située dans le val Verzasca.

## Géographie

Photo aérienne (1946)

La commune comprend le village de Lavertezzo, dans le Val Verzasca et les hameaux d'Aquino, Rancone et Sambugaro.
Jusqu'en 2019, elle incluait l'enclave de Lavertezzo Piano, avec les hameaux de Riazzino, Montedato et Bugaro, dans la plaine de Magadino. Cette enclave est rattachée à la commune de Verzasca le 18 octobre 2020, réduisant considérablement la superficie de la commune de Lavertezzo.

## Histoire
La commune est citée pour la première fois en 1327, sous le nom de Laverteze.
Au Moyen Âge, Lavertezzo est une circonscription de la communauté de Verzasca. Pendant des siècles, la population habite alternativement la vallée et la plaine, où elle passe l'hiver avec le bétail. Après la suppression des Terricciole (« petites terres »), propriété indivise de Locarno, Minusio et Mergoscia, Riazzino est attribué à Lavertezzo en 1920,.
Le 10 juin 2018, cinq des sept communes du Val Verzasca décident, par votation, de fusionner afin de créer la commune de Verzasca. La fusion a été effective au 18 octobre 2020. De ce fait, la commune de Lavertezzo perdit son enclave de Lavertezzo Valle et ne se forme, alors, que de Lavertezzo Piano, avec les hameaux de Riazzino, Montedato et Bugaro.

## Économie
L'économie, essentiellement liée à l'agriculture et à l'élevage, est longtemps alimentée par les revenus de l'émigration (surtout vers l'Italie, jusqu'à Palerme). L'exploitation du granit commence en 1873.
Pendant les dernières décennies du XXe siècle, Riazzino se développe fortement avec la construction de centres commerciaux et de divertissement et l'établissement de plusieurs entreprises.
En 2000, le secteur primaire offre encore un bon dixième des emplois dans la commune,.

## Monuments
L'église paroissiale Notre-Dame-des-Anges date du XVIIIe siècle. La paroisse se sépare de Vogorno au XVIe siècle et devient une prévôté en 1806.
Lavertezzo est caractérisé par un pont à deux arches du XVIIe siècle, le Pont des Sauts.

## Démographie
Attention, la population inscrite ici comprend celle de Lavertezzo Valle et de Lavertezzo Pinao.
| 1596 | 1636 | 1850 | 1900 | 1950 | 2000  |
| ---- | ---- | ---- | ---- | ---- | ----- |
| 400  | 460  | 464  | 685  | 358  | 1 098 |